# Campeonato mundial B de hockey patines masculino de 2010
El XIV Campeonato mundial B de hockey sobre patines masculino se celebró en Austria en 2010, con la participación de doce Selecciones nacionales masculinas de hockey patines: dos de las tres últimas clasificadas en el Campeonato mundial A de hockey patines masculino de 2009 (Andorra renunció a participar) más otras diez por libre inscripción. Todos los partidos se disputaron en el Dornbirn Arena de la ciudad de Dornbirn.
Los tres primeros clasificados ascendieron al Campeonato mundial A de hockey patines masculino de 2011.

## Equipos participantes
De las 12 selecciones nacionales participantes del torneo, 2 son de Europa, 2 de América, 4 de Asia, 2 de África y 2 de Oceanía. 
| Australia      |
| Austria        |
| Estados Unidos |
| Egipto         |
| India          |
| Israel         |
| Japón          |
| Macao          |
| Nueva Zelanda  |
| Países Bajos   |
| Sudáfrica      |
| Uruguay        |

## Primera Fase

### Grupo A
| Equipo        | Pts | PJ | PG | PE | PP | GF | GC | DG  |
| ------------- | --- | -- | -- | -- | -- | -- | -- | --- |
| Austria       | 15  | 5  | 5  | 0  | 0  | 29 | 4  | +25 |
| Países Bajos  | 12  | 5  | 4  | 0  | 1  | 47 | 12 | +35 |
| Uruguay       | 9   | 5  | 3  | 0  | 2  | 18 | 20 | -2  |
| Australia     | 6   | 5  | 2  | 0  | 3  | 21 | 26 | -5  |
| Nueva Zelanda | 3   | 5  | 1  | 0  | 4  | 16 | 43 | -27 |
| Israel        | 0   | 5  | 0  | 0  | 5  | 13 | 39 | -26 |

|               | Bandera de Israel | Bandera de Nueva Zelanda | Bandera de Australia | Bandera de Uruguay | Bandera de los Países Bajos | Bandera de Austria |
| ------------- | ----------------- | ------------------------ | -------------------- | ------------------ | --------------------------- | ------------------ |
| Israel        |                   |                          |                      |                    |                             |                    |
| Nueva Zelanda | 7-6               |                          |                      |                    |                             |                    |
| Australia     | 10-2              | 6-3                      |                      |                    |                             |                    |
| Uruguay       | 5-4               | 6-1                      | 4-1                  |                    |                             |                    |
| Países Bajos  | 13-0              | 17-4                     | 7-4                  | 10-1               |                             |                    |
| Austria       | 4-1               | 8-1                      | 10-0                 | 4-2                | 3-0                         |                    |

### Grupo B
| Equipo         | Pts | PJ | PG | PE | PP | GF | GC | DG  |
| -------------- | --- | -- | -- | -- | -- | -- | -- | --- |
| Estados Unidos | 15  | 5  | 5  | 0  | 0  | 60 | 11 | +49 |
| Sudáfrica      | 12  | 5  | 4  | 0  | 1  | 36 | 18 | +18 |
| Macao          | 9   | 5  | 3  | 0  | 2  | 31 | 29 | +2  |
| Egipto         | 6   | 5  | 2  | 0  | 3  | 26 | 25 | +1  |
| Japón          | 3   | 5  | 1  | 0  | 4  | 34 | 24 | +10 |
| India          | 0   | 5  | 0  | 0  | 5  | 5  | 85 | -80 |

|                | Bandera de la India | Bandera de Japón | Bandera de Egipto | Bandera de Macao | Bandera de Sudáfrica | Bandera de Estados Unidos |
| -------------- | ------------------- | ---------------- | ----------------- | ---------------- | -------------------- | ------------------------- |
| India          |                     |                  |                   |                  |                      |                           |
| Japón          | 24-0                |                  |                   |                  |                      |                           |
| Egipto         | 17-1                | 4-2              |                   |                  |                      |                           |
| Macao          | 13-2                | 6-5              | 4-2               |                  |                      |                           |
| Sudáfrica      | 9-1                 | 5-3              | 8-2               | 8-5              |                      |                           |
| Estados Unidos | 22-1                | 9-0              | 10-1              | 12-3             | 7-6                  |                           |

## Segunda Fase
Los cuatro primeros de cada grupo de la primera fase se clasificaron para los cuartos de final. Los demás se enfrentaron entre ellos para determinar los puestos del noveno al duodécimo.

### Grupo 9º al 12º
| Equipo        | Pts | PJ | PG | PE | PP | GF | GC | DG  |
| ------------- | --- | -- | -- | -- | -- | -- | -- | --- |
| Nueva Zelanda | 9   | 3  | 3  | 0  | 0  | 29 | 12 | +17 |
| Israel        | 6   | 3  | 2  | 0  | 1  | 24 | 13 | +11 |
| Japón         | 3   | 3  | 1  | 0  | 2  | 22 | 14 | +8  |
| India         | 0   | 3  | 0  | 0  | 3  | 7  | 43 | -36 |

|               | Bandera de la India | Bandera de Japón | Bandera de Israel | Bandera de Nueva Zelanda |
| ------------- | ------------------- | ---------------- | ----------------- | ------------------------ |
| India         |                     |                  |                   |                          |
| Japón         | 14-0                |                  |                   |                          |
| Israel        | 16-3                | 5-3              |                   |                          |
| Nueva Zelanda | 13-4                | 9-5              | 7-3               |                          |

### Fase Final
|  | Cuartos de final | Cuartos de final |                |              | Semifinales            | Semifinales            |  |  | Final | Final |
|  |                  |                  |                |              |                        |                        |  |  |       |       |
|  |                  |                  |                |              |                        |                        |  |  |       |       |
|  |                  |                  |                |              |                        |                        |  |  |       |       |
|  | Austria          | 5                |                |              |                        |                        |  |  |       |       |
|  | Austria          | 5                |                |              |                        |                        |  |  |       |       |
|  | Egipto           | 0                |                |              |                        |                        |  |  |       |       |
|  | Egipto           | 0                | Austria        | 3            |                        |                        |  |  |       |       |
|  |                  |                  | Austria        | 3            |                        |                        |  |  |       |       |
|  |                  | Sudáfrica        | 6              |              |                        |                        |  |  |       |       |
|  | Sudáfrica        | Sudáfrica        | 6              | 2            |                        |                        |  |  |       |       |
|  | Sudáfrica        |                  |                | 2            |                        |                        |  |  |       |       |
|  | Uruguay          | 0                |                |              |                        |                        |  |  |       |       |
|  | Uruguay          | 0                | Sudáfrica      | 1            |                        |                        |  |  |       |       |
|  |                  |                  | Sudáfrica      | 1            |                        |                        |  |  |       |       |
|  |                  | Estados Unidos   | 5              |              |                        |                        |  |  |       |       |
|  | Estados Unidos   | Estados Unidos   | 5              | 7            |                        |                        |  |  |       |       |
|  | Estados Unidos   |                  |                | 7            |                        |                        |  |  |       |       |
|  | Australia        | 3                |                |              |                        |                        |  |  |       |       |
|  | Australia        | 3                | Estados Unidos | 3            | Tercer y cuarto puesto | Tercer y cuarto puesto |  |  |       |       |
|  |                  |                  | Estados Unidos | 3            | Tercer y cuarto puesto | Tercer y cuarto puesto |  |  |       |       |
|  |                  | Países Bajos     | 2              |              |                        |                        |  |  |       |       |
|  | Países Bajos     | Países Bajos     | 2              | 7            | Austria                | 3                      |  |  |       |       |
|  | Países Bajos     |                  |                | 7            | Austria                | 3                      |  |  |       |       |
|  | Macao            | 3                |                | Países Bajos | 4                      |                        |  |  |       |       |
|  | Macao            | 3                |                |              | 4                      |                        |  |  |       |       |
|  |                  |                  |                |              |                        |                        |  |  |       |       |
|  |                  |                  |                |              |                        |                        |  |  |       |       |

|  | Eliminatoria del 5º al 8º | Eliminatoria del 5º al 8º |   |        | 5º y 6º   | 5º y 6º |  |
|  |                           |                           |   |        |           |         |  |
|  |                           |                           |   |        |           |         |  |
|  |                           |                           |   |        |           |         |  |
|  | Egipto                    | 3                         |   |        |           |         |  |
|  | Uruguay                   | 4                         |   |        |           |         |  |
|  |                           |                           |   |        |           |         |  |
|  |                           |                           |   |        |           |         |  |
|  |                           |                           |   |        | Uruguay   | 6       |  |
|  |                           | Macao                     | 9 |        |           |         |  |
|  |                           |                           |   |        |           |         |  |
|  |                           |                           |   |        |           |         |  |
|  |                           |                           |   |        | 7º y 8º   |         |  |
|  |                           |                           |   |        |           |         |  |
|  | Australia                 | 3                         |   | Egipto | 7         |         |  |
|  | Macao                     | 8                         |   |        | Australia | 5       |  |

## Clasificación final
| 1. Estados Unidos |
| 2. Sudáfrica      |
| 3. Países Bajos   |
| 4. Austria        |
| 5. Macao          |
| 6. Uruguay        |
| 7. Egipto         |
| 8. Australia      |
| 9. Nueva Zelanda  |
| 10. Israel        |
| 11. Japón         |
| 12. India         |